# Preußisches Urkundenbuch
Das Preußische Urkundenbuch (kurz: PrUB) ist die bedeutendste Quellenedition in Form von Transkriptionen und Vollregesten zur Geschichte des spätmittelalterlichen Preußenlandes. Es umfasst die Herrschaft des Deutschen Ordens ebenso wie mehrere Klöster, Stifte und Bistümer (u. a. die Bistümer Kulm, Ermland, Samland und Pomesanien) sowie die preußischen (Hanse-)Städte, ihre Bürger und Gewerke.

## Entstehung
Das Preußische Urkundenbuch wurde im Jahre 1880 durch den Verein für die Geschichte von Ost- und Westpreußen, den Westpreußischen Geschichtsverein und das Königsberger Staatsarchiv gegründet. Maßgeblich beteiligt waren die preußischen Archivare und Historiker Rudolf Philippi (Leiter des Königsberger Staatsarchivs), August Seraphim (Stadtbibliothekar, später Stadtarchivar in Königsberg) und Carl Peter Woelky (Domvikar zur Frauenburg und Ehrendoktor der Königsberger Universität). Ziel des Unternehmens war und ist es, die Überlieferung an Urkunden, Korrespondenzen und anderen einschlägigen Quellen systematisch und möglichst umfassend in einem Gesamtwerk in chronologischer Ordnung und in kritischer Edition zusammenzustellen und für die Forschung zugänglich zu machen. Bis 1909 ist Band eins in zwei Teillieferungen erschienen. Seit 1923 wird das Preußische Urkundenbuch durch die Historische Kommission für ost- und westpreußische Landesforschung betreut.
Der Zweite Weltkrieg unterbrach die bis dato kontinuierliche Arbeit am Preußischen Urkundenbuch. Im Jahre 1944 wurde das preußische Deutschordensarchiv mit weiteren Beständen des Königsberger Staatsarchivs kriegsbedingt ausgelagert und gelangte über mehrere Stationen im Jahre 1979 in das Geheime Staatsarchiv Preußischer Kulturbesitz in Berlin-Dahlem. Die Bestände des Staatsarchivs Danzig (mit dem Archiv der Stadt Danzig) und die Bestände der Stadtarchive Elbing und Thorn, die zunächst nach Goslar ausgelagert wurden, mussten auf Anordnung der englischen Besatzungsmacht 1947 an Polen abgegeben werden. Die einschlägigen Quellen zum mittelalterlichen Preußenland, inklusive des Schriftwechsels mit der Römischen Kurie und anderen europäischen Mächten, sind daher auf verschiedene Archive und sonstige Forschungsinstitutionen in Europa, insbesondere in Polen, verteilt.
Bisher sind sechs Bände in mehreren Teilpublikationen erschienen. Ein siebter Band, der die Jahre 1372 bis 1382 umfassen soll, befindet sich aktuell in Vorbereitung.

## Bände
- Band 1/1 (1140 – 1257): Politische Abteilung: Die Bildung des Ordensstaats, hrsg. von Rudolf Philippi in Verbindung mit Carl Peter Wölky (1882) (Digitalisat)
- Band 1/2 (1257 – 1309): Politische (allgemeine) Abteilung: Die Bildung des Ordensstaats mit einem Register zu Bd. 1/1, bearb. von August Seraphim (1909)
- Band 2 (1309 – 1335), hrsg. im Auftr. d. Histor. Kommission f. ost- u. westpreuß. Landesforschung von Max Hein und Erich Maschke (1932 – 1939)
- Band 3/1 (1335 – 1341), hrsg. im Auftr. d. Histor. Kommission f. ost- u. westpreuß. Landesforschung von Max Hein (1944 / Neudruck 1975)
- Band 3/2 (1342 – 1345), hrsg. im Auftr. d. Histor. Kommission f. ost- u. westpreuß. Landesforschung von Hans Koeppen (1958)
- Nachträge zu Band 3, hrsg. im Auftr. d. Histor. Kommission f. ost- u. westpreuß. Landesforschung von Hans Koeppen (1961)
- Band 4, (1346 – 1351), hrsg. im Auftr. d. Histor. Kommission f. ost- u. westpreuß. Landesforschung von Hans Koeppen (1960)
- Register zu Band 4, hrsg. im Auftr. d. Histor. Kommission f. ost- u. westpreuß. Landesforschung, bearb. von Brigitte Poschmann (1964)
- Nachträge zu Band 4, hrsg. im Auftr. d. Histor. Kommission f. ost- u. westpreuß. Landesforschung von Hans Koeppen (1964)
- Band 5/1 (1352 – 1356), hrsg. im Auftr. d. Histor. Kommission f. ost- u. westpreuß. Landesforschung von Klaus Conrad (1969)
- Band 5/2 (1357 – 1361), hrsg. im Auftr. d. Histor. Kommission f. ost- u. westpreuß. Landesforschung von Klaus Conrad (1973)
- Nachträge und Register zu Band 5, hrsg. im Auftr. d. Histor. Kommission f. ost- u. westpreuß. Landesforschung von Klaus Conrad (1975)
- Band 6/1 (1362 – 1366), hrsg. im Auftr. d. Histor. Kommission f. ost- u. westpreuß. Landesforschung von Klaus Conrad (1986)
- Band 6/2 (1367 – 1371), hrsg. im Auftr. d. Histor. Kommission f. ost- u. westpreuß. Landesforschung von Klaus Conrad (2000)
- Band 6/3 (Orts-, Personen- und Sachregister), hrsg. im Auftr. d. Histor. Kommission f. ost- u. westpreuß. Landesforschung von Alexander Baranov nach Vorarbeiten von Klaus Conrad (✝) (2021)

### Weitere Quellenpublikationen in Verbindung mit dem Preußischen Urkundenbuch (Auswahl)
- Pommerelisches Urkundenbuch, bearb. von Max Perlbach, Danzig 1882.
- Die Staatsverträge des Deutschen Ordens in Preußen im 15. Jahrhundert, Bd. 1–3, hrsg. von Erich Weise, Königsberg-Marburg 1939–1966; Register zu Band 1 und 2, hrsg. von dems., Marburg 1958.
- Urkundenbuch des Bisthums Culm, Bd. 1–2, bearb. von Carl Peter Woelky (Neues Preussisches Urkundenbuch. Westpreussischer Theil. II. Abteilung: Urkunden der Bisthümer, Kirchen und Klöster, 1), Danzig 1885–1887.
- Urkundenbuch des Bisthums Samland, Heft 1–3, hrsg. von Carl Peter Woelky und Hans Menthal (Neues Preussisches Urkundenbuch. Ostpreussischer Theil. II. Abteilung: Urkunden der Bisthümer, Kirchen und Klöster, 2), Leipzig 1891–1904.
- Urkundenbuch zur Geschichte des vormaligen Bisthums Pomesanien, hrsg. von Hermann Cramer, Marienwerder 1885–1887 (= Zeitschrift des historischen Vereins Marienwerder, 15–18).
- Urkundenbuch zur Reformationsgeschichte des Herzogthums Preußen, Bd. 1–3, hrsg. von Paul Tschackert (Publicationen aus den königlich preußischen Staatsarchiven, 43–45), Leipzig 1890–1892.
- Urkundenbuch der Stadt Königsberg i. Pr., bearb. von Hans Mendthal (Mitteilungen aus der Stadtbibliothek zu Königsberg in Preußen, 3), Königsberg 1910.
- Geschichte der Stadt Alleinstein, Bd. 3: Urkundenbuch, Heft 1–4, hrsg. von Hugo Bonk, Allenstein 1910–1919.
- Codex Diplomaticus Warmiensis oder Regesten und Urkunden zur Geschichte Ermlands, hrsg. von Carl Peter Woelky u. a., Mainz-Braunsberg 1860–1935.